# Rutvik
Rutvik, tätort i Luleå kommun. SCB har för en bebyggelse nordväst om Rutvik avgränsat och namnsatt småorten Rutvik (västra delen) och Flarken.

## Historia
Rutvik ligger i Nederluleå socken och omnämns första gången år 1339 i ett bevarat testamente efter Svenald, en man boende på orten.

### Administrativa tillhörigheter
Rutvik tillhörde efter 1862 års kommunalförordningar Nederluleå landskommun. 1 januari 1969 upplöstes landskommunen då den inkorporerades i Luleå stad. 1 januari 1971 i samband med kommunreformen 1971 ombildades staden till Luleå kommun, som Rutvik tillhört sedan dess.

### Befolkningsutveckling
| Befolkningsutvecklingen i Rutvik 1975–2020 | Befolkningsutvecklingen i Rutvik 1975–2020 | Befolkningsutvecklingen i Rutvik 1975–2020 | Befolkningsutvecklingen i Rutvik 1975–2020 | Befolkningsutvecklingen i Rutvik 1975–2020 |
| ------------------------------------------ | ------------------------------------------ | ------------------------------------------ | ------------------------------------------ | ------------------------------------------ |
|                                            |                                            |                                            |                                            |                                            |
| År                                         |                                            |                                            | Folkmängd                                  | Areal (ha)                                 |
| 1975                                       | 1975                                       |                                            | 270                                        | 40                                         |
| 1980                                       | 1980                                       |                                            | 376                                        | 50                                         |
| 1990                                       | 1990                                       |                                            | 469                                        | 55                                         |
| 1995                                       | 1995                                       |                                            | 667                                        | 63                                         |
| 2000                                       | 2000                                       |                                            | 695                                        | 63                                         |
| 2005                                       | 2005                                       |                                            | 759                                        | 71                                         |
| 2010                                       | 2010                                       |                                            | 839                                        | 74                                         |
| 2015                                       | 2015                                       |                                            | 896                                        | 91                                         |
| 2020                                       | 2020                                       |                                            | 871                                        | 98                                         |
| Anm.: Ny tätort 1975                       |                                            |                                            |                                            |                                            |

## Sport
Rutvik har en lokal idrottsförening, kallad Rutviks SK. Föreningen bedriver ungdomsverksamhet i sporterna fotboll, ishockey och längdskidåkning.
I Rutvik finns också en 27-hålig golfbana som drivs av Luleå Golfklubb.
Luleå Lokaltrafiks busslinje 14 går till och från Rutvik.